# Rhode testudinea
Rhode testudinea là một loài nhện trong họ Dysderidae.
Loài này thuộc chi Rhode. Rhode testudinea được Carlo Pesarini miêu tả năm 1984.